# باراليا (أهيا)
باراليا (باليونانية: Παραλία)‏ هي مدينة في أهيا في مقاطعة كينتريكي إلادا في اليونان.
أصبحت المدينة جزءًا من بلدية باتراس منذ إصلاح الحكومة المحلية عام 2011. تبلغ مساحة الوحدة البلدية 11.978 كم2.